# Lore Hawig
Lore Hawig (* 23. April 1942) ist eine deutsche Badmintonspielerin.

## Karriere
Lore Hawig gewann 1964 Bronze bei der deutschen Mannschaftsmeisterschaft mit dem 1. BC Beuel. 1966 wurde sie deutschen Vizemeisterin im Damendoppel, 1967 Meisterin mit Marieluise Wackerow. Mit neuer Partnerin Anke Witten reichte es im Folgejahr nur noch zu Rang drei.

## Sportliche Erfolge
| Saison    | Veranstaltung                     | Disziplin   | Platz | Name                                                                                           |
| --------- | --------------------------------- | ----------- | ----- | ---------------------------------------------------------------------------------------------- |
| 1963/1964 | Deutsche Mannschaftsmeisterschaft | Mannschaft  | 3     | 1. BC Beuel (Karl Breitkopf, Toni Krämer, Walter Stuch, Paul Rolef, Lore Hawig, Luise Schmitz) |
| 1965/1966 | Deutsche Einzelmeisterschaft      | Damendoppel | 2     | Marieluise Wackerow / Lore Hawig (1. BC Beuel)                                                 |
| 1966/1967 | Westdeutsche Einzelmeisterschaft  | Damendoppel | 1     | Marieluise Wackerow / Lore Hawig (1. BC Beuel)                                                 |
| 1966/1967 | Deutsche Einzelmeisterschaft      | Damendoppel | 1     | Marieluise Wackerow / Lore Hawig (1. BC Beuel)                                                 |
| 1967/1968 | Deutsche Einzelmeisterschaft      | Damendoppel | 3     | Lore Hawig / Anke Witten (Siegburger SV 04 / MTV München von 1879)                             |
| 1972      | Belgian International             | Damendoppel | 1     | Tonny Pannemans / Lore Hawig                                                                   |
| 1972/1973 | Westdeutsche Einzelmeisterschaft  | Mixed       | 1     | Karl-Heinz Garbers / Lore Hawig (1. BV Mülheim / Siegburger SV 04)                             |